# Rehagro Agronegocio
A Rehagro é uma empresa brasileira da área de educação para o agronegócio, com sede em Belo Horizonte, Minas Gerais. 
Com 22 anos de atuação, já capacitou mais de 40 mil alunos em cursos de capacitação, graduação, pós-graduação e treinamentos corporativos. É uma empresa investidora em pesquisa, por meio de sua Fazenda Experimental que estimula a busca por inovação. 
A empresa atende mais de 400 fazendas em todo o Brasil, por meio da consultoria. Além disso conta com uma central de inteligência agropecuária formada pela fusão entre o 3rlab e Ribersolo, que entrega resultados de alta qualidade em diagnósticos realizados em todo o país, com precisão e segurança.

## História
Foi fundada em 2002, pelos irmãos Clóvis Corrêa e Fábio Corrêa, hoje diretores e sócio-fundadores da empresa; e trabalha com as áreas de pecuária de corte e leite, produção de grãos, cafeicultura e gestão do agronegócio, com o objetivo de alcançar mais pessoas e transformar vidas por meio do agronegócio.  

## Principais acontecimentos
2003 - Inauguração da sede em Inhaúma/MG e início dos cursos de capacitação.
2004 - Lançamento da Pós-graduação em Pecuária Leiteira.
2005 - Expansão dos cursos do Rehagro em todo o território nacional. 
2006 - Transferência da sede para Belo Horizonte. 
2007 - Início dos cursos a distância e expansão para serviços de consultoria para outros estados. No mesmo ano ocorre o lançamento do software Ideagri. 
2010 - Lançamento da primeira Pós-graduação em Gestão do Agronegócio. 
2012 - Comemoração de dois grandes marcos: presença em 16 estados brasileiros e treinamento de 8 mil profissionais. 
2013 - Inauguração do 3rlab e início dos treinamentos corporativos com a Syngenta. 
2015 - Criação da primeira turma da Pós-graduação em Gestão do Agronegócio no modelo 100% online. 
2016 - Realização do primeiro "Fórum da Pecuária Lucrativa" para profissionais da cadeia da pecuária de corte de toda a América Latina. 
2017 - Inauguração da filial em Lavras, Minas Gerais e da sede para pesquisas em Nazareno, Minas Gerais. Lançamento da primeira Pós-graduação em Pecuária de corte com modelo 100% online. 
2018 - Credenciamento da Faculdade Rehagro para oferta de cursos presenciais. Criação da Biomip. 
2021 - Elaboração do projeto de futuro da empresa e chegada de dois novos importantes sócios, a 10b e a GK Ventures.
2022 - Aquisição da LG Cursos. Lançamento da Graduação em Gestão do Agronegócio. 
2023 - Ribersolo e 3rlab, de análises agropecuária, anunciam fusão.